# Titan Mare Explorer
Titan Mare Explorer (TiME) és un projecte d'exploració espacial que consistiria en una sonda que seria llançada cap al sistema de Saturn, amb l'objectiu d'amerrar als llacs del satèl·lit Tità, per analitzar els constituents orgànics d'aquest. El projecte TiME suposaria la primera exploració nàutica de la història d'un mar extraterrestre. Una dels avantatges de TiME és que seria un projecte barat i assequible, costant uns 425 milions de dòlars, sense comptar el preu de la sonda.
El projecte fou proposat a la NASA el 2009 però, degut a problemes econòmics i a altres projectes que tenien més prioritat, s'ha anat posposant fins que es va acordar que seria iniciat el 2016. No obstant, el 2013, la NASA va decidir aturar el disseny i construcció del generador de radioisòtops Advanced Stirling, vital per al projecte, el que suggereix una aturada indefinida al projecte TiME. 

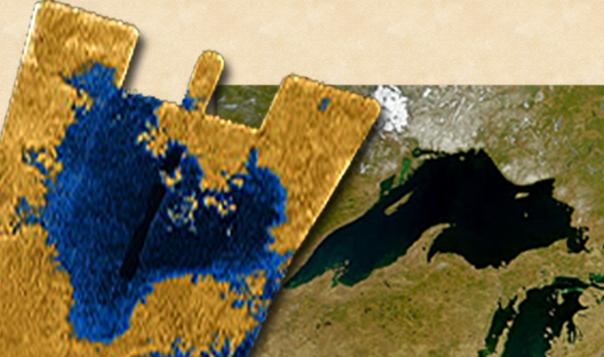
Comparació del llac Ligeia Mare, l'objectiu de TiME, amb el Llac Superior

## Objectius
Després d'un viatge d'uns set anys cap a Tità, on TiME no realitzaria cap anàlisi científica, la sonda començaria a analitzar el seu ambient després de l'amaratge al llac Ligeia Mare, el seu principal objectiu. L'objectiu alternatiu seria el llac Kraken Mare. El temps que TiME passaria en actiu, analitzant Tità, seria de 96 dies. Durant la seva estada als llacs de Tità, els objectius fonamentals serien els següents:
1. Determinar la composició química de Tità.
2. Determinar la profunditat d'un dels llacs de Tità, utilitzant un sonar.
3. Estudiar el cicle del metà a Tità, tot observant els processos marins, i analitzar la meteorologia atmosfèrica del satèl·lit.
4. Investigar la història de Tità i determinar les possibilitats de la presència de vida al satèl·lit.